# Űrhajós

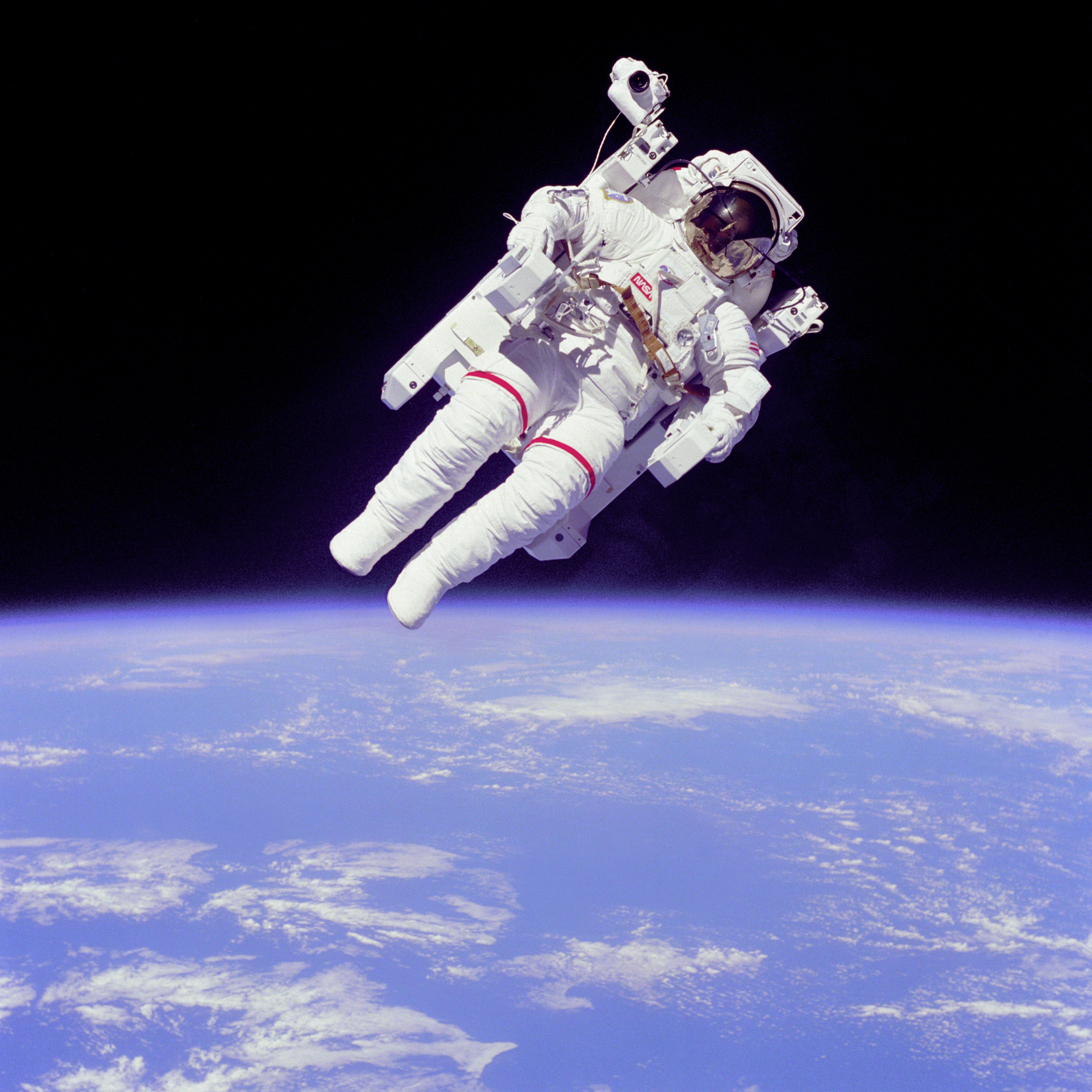
Bruce McCandless II NASA-űrhajós űrsétán 1984. február 11-én

Az űrhajós (az amerikai terminológiában asztronauta, az oroszban kozmonauta, a kínaiban tajkonauta) űrrepülést végrehajtó személy.
1961 óta több mint 400 űrhajós járt a világűrben szovjet, amerikai, orosz és kínai űrhajókon. Az első űrhajós a szovjet Jurij Gagarin volt, aki 1961-ben a Vosztok–1 űrhajó fedélzetén repült. 2025. június 25-ig az egyetlen magyar állampolgárságú űrhajós Farkas Bertalan volt (1980, Szojuz–36, Szojuz–35). 2007-ben (Szojuz TMA–10, Szojuz TMA–9) és 2009-ben (Szojuz TMA–14, Szojuz TMA–13) a magyar származású Charles Simonyi járt az űrben. Kapu Tibor az Axiom-4 magán misszió keretében a SpaceX Dragon2 névre keresztelt űrhajó fedélzetén 2025. június 25-én magyar idő szerint 8.31-kor indult el a Nemzetközi Űrállomásra. 
A Nemzetközi Űrhajós Szövetség meghatározása szerint akkor tekinthető valaki űrhajósnak, ha legalább egyszer megkerülte a Földet. Ennek szükséges feltételei:
- 100 kilométeres földfelszín feletti magasság
- 8 km/s (28 800 km/h) sebesség[1]

## Az egyes nemzetek első űrhajósai
(zárójelben az űrhajósok száma, az első űrhajós és repülésének éve)

Sorrend az első repülés éve szerint:
1. Szovjetunió (Jurij Gagarin, 1961);
2. Amerikai Egyesült Államok (Alan Shepard, 1961);
3. Csehszlovákia (1, Vladimír Remek, 1978);
4. Lengyelország (1, Mirosław Hermaszewski, 1978);
5. Németország (NDK) (Sigmund Jähn, 1978);
6. Bulgária (2, Georgi Ivanov, 1979);
7. Magyarország (2, Farkas Bertalan, 1980);
8. Vietnám (1, Phạm Tuân, 1980);
9. Kuba (1, Arnaldo Tamayo Méndez, 1980);
10. Mongólia (1, Dzsugderdemidín Gurragcsá, 1981);
11. Románia (1, Dumitru Prunariu, 1981);
12. Franciaország (1, Jean-Loup Chrétien, 1982);
13. Németország (NSZK) (1, Ulf Merbold, 1983);
14. India (1, Rakesh Sharma, 1984);
15. Kanada (Marc Garneau, 1984);
16. Szaúd-Arábia (1, Sultan Salman Al-Saud, 1985);
17. Hollandia (1, Wubbo Ockels, 1985);
18. Mexikó (1, Rodolfo Neri Vela, 1985);
19. Szíria (1, Muhammad Farisz, 1987);
20. Afganisztán (1, Abdul Ahad Mohmand, 1988);
21. Japán (Akijama Tojohiro, 1990);
22. Nagy-Britannia (Helen Sharman, 1991);
23. Ausztria (1, Franz Viehböck, 1991);
24. Oroszország (Alekszandr Jurjevics Kaleri, Alekszandr Viktorenko, 1992);
25. Belgium (1, Dirk Frimout, 1992);
26. Svájc és Olaszország (Claude Nicollie és Franco Malerba, 1992);
27. Kazahsztán (1, Talgat Muszabajev, 1994);
28. Ukrajna (Leonyid Kosztyantinovics Kadenyuk, 1997);
29. Szlovákia (1, Ivan Bella, 1999);
30. Dél-afrikai Köztársaság (Mark Shuttleworth, 2002);
31. Izrael (1, Ílán Rámón, 2003);
32. Kína (1, Jang Li-vej (Yang Liwei), 2003);
33. Brazília (Marcos Pontes, 2006);
34. Irán (Anousheh Ansari, 2006);
35. Svédország (Christer Fuglesang, 2006);
36. Malajzia (0,-,2007) – terv;

Első űrhajósok a Holdon:
…

Első űrhajósok a Nemzetközi Űrállomáson:
…